# Taraxacum fluviatile
Taraxacum fluviatile — вид квіткових рослин з підродини цикорієвих (Cichorioideae).

## Поширення
Словаччина, Угорщина, Україна.

## Біоморфологічна характеристика
Це багаторічна рослина. Належить до Taraxacum sect. Palustria.